# اشلی مالونی
اشلی مالونی (به انگلیسی: Ashley Moloney) (زادهٔ ۱۳ مارس ۲۰۰۰) ورزشکار دو و میدانی اهل استرالیا است که در رشتهٔ دهگانه فعالیت می‌کند.
مالونی تاکنون، در رده‌های سنیِ مختلف و در سطح بین‌المللی و ملی، چندین مدال گرفته‌است. او در مسابقات بین‌المللی جوانان زیرِ ۲۰ سال در شهر تامپره، فنلاند مقام نخست را به‌دست آورد و برندهٔ مدال طلا شد.
مالونی در سال ۲۰۱۷ نیز رکورد جوانان زیرِ ۱۸ سالِ استرالیا را شکسته بود.